# Sint-Laurentiuskerk (Hove)

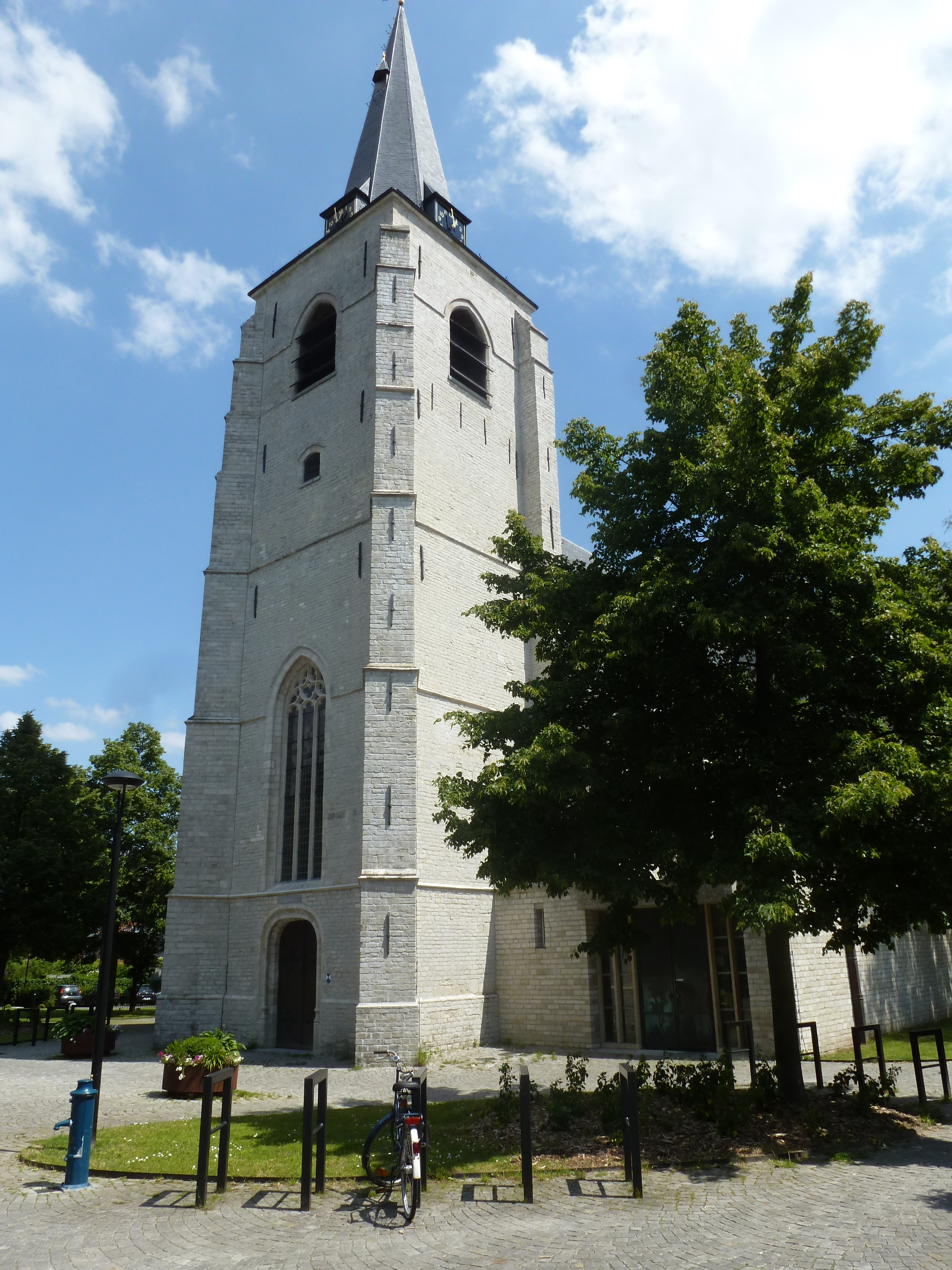
Sint-Laurentiuskerk

De Sint-Laurentiuskerk is een parochiekerk in de Antwerpse plaats Hove, gelegen aan het Sint-Laureysplein.

## Geschiedenis
Omstreeks 1200 werd de parochie gesticht. De huidige, laatgotische, kerk werd gebouwd in de 2e helft van de 16e eeuw. De kerk had te lijden van de Beeldenstorm en van de Spaanse Furie (1576). In 1649-1659 werd de kerk hersteld. Ook werden in de 17e eeuw een sacristie en een magazijn aan de kerk vastgebouwd.
In 1827 werd het tentdak van de toren door een naaldspits vervangen. In 1866 werd, naar ontwerp van Eugeen Gife, de toren hersteld en deels gewijzigd in neogotische trant.
In 1967-1969 werd de kerk vergroot, waarbij onder meer zijbeuken werden toegevoegd.

## Gebouw
Het betreft een georiënteerde laatgotische kruiskerk, opgetrokken in witte zandsteen. De kerk werd als eenbeukige kerk gebouwd, maar in de 20e eeuw werden vlak afgedekte zijbeuken toegevoegd. Het koor is driezijdig afgesloten. De halfingebouwde westtoren op vierkante plattegrond heeft vijf geledingen.

## Interieur
Het interieur wordt overkluisd door een houten spitstongewelf. De kerk bezit een Sint-Laurentiusbeeld uit de 1e helft van de 17e eeuw. Er is een lambrisering van 1666 met een biechtstoel van 1668.
Het arduinen romaanse doopvont is van de 12e eeuw. Op de kuip zijn dieren gebeeldhouwd. Het orgel is oorspronkelijk van 1776 en werd vervaardigd door L. Delhay.